# Yamaha YM3526

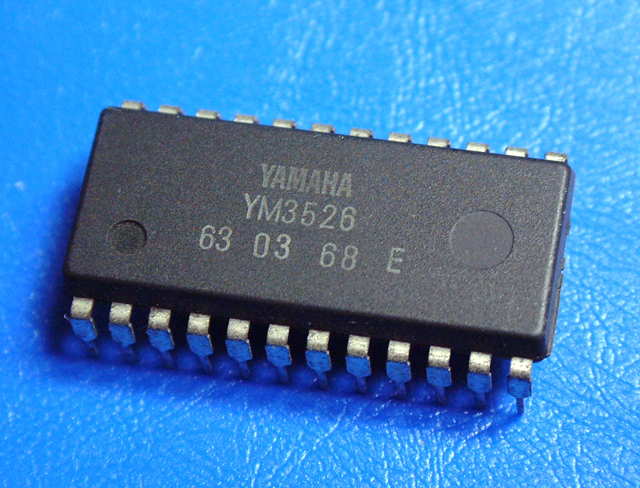
Yamaha YM3526

De YM3526, ook bekend als OPL (dat staat voor "FM Operator Type L") is een geluidschip en was gericht op het lagere marktsegment. Ze gebruikt frequentiemodulatiesynthese (FM-synthese) om geluid te produceren. Ze heeft negen kanalen met elk twee operatoren. De YM3526 werd opgevolgd door de YM3812 (OPL2). De YM3526 (OPL) werd onder andere toegepast in een uitbreiding voor de Commodore 64: de Sound Expander. Deze werd echter nooit populair.
Ook werd de YM3526 toegepast in diverse speelhalspellen waaronder Taito's Bubble Bobble.
Nauw verwant aan de YM3526 is de Y8950, beter bekend als MSX-AUDIO. De chip vormde een uitbreidingsoptie voor de MSX en is identiek aan de YM3526 met als toegevoegde mogelijkheid om ADPCM-samples af te spelen. De van de OPL2 afgeleideYM2413 was echter populairder.